# Улан-Цацик
Ула́н-Цаци́к (рос. Улан-Цацык) — село у складі Олов'яннинського району Забайкальського краю, Росія. Адміністративний центр та єдиний населений пункт Улан-Цацицького сільського поселення.

## Населення
Населення — 462 особи (2010; 619 у 2002).
Національний склад (станом на 2002 рік):
- буряти — 56 %
- росіяни — 42 %